# Nacaduba pamela
Nacaduba pamela är en fjärilsart som beskrevs av Grose-smith 1895. Nacaduba pamela ingår i släktet Nacaduba och familjen juvelvingar. Inga underarter finns listade i Catalogue of Life.